# Saint-Germain-Laxis
Saint-Germain-Laxis ist eine französische Gemeinde mit 737 Einwohnern (Stand 1. Januar 2022) im Département Seine-et-Marne in der Region Île-de-France. Der Ort befindet sich drei Kilometer nordöstlich von Melun. Saint-Germain-Laxis gehört zum Gemeindeverband Communauté d’agglomération Melun Val de Seine.

## Sehenswürdigkeiten
- Kirche Saint-Germain, erbaut ab dem 13. Jahrhundert (siehe auch: Liste der Monuments historiques in Saint-Germain-Laxis)

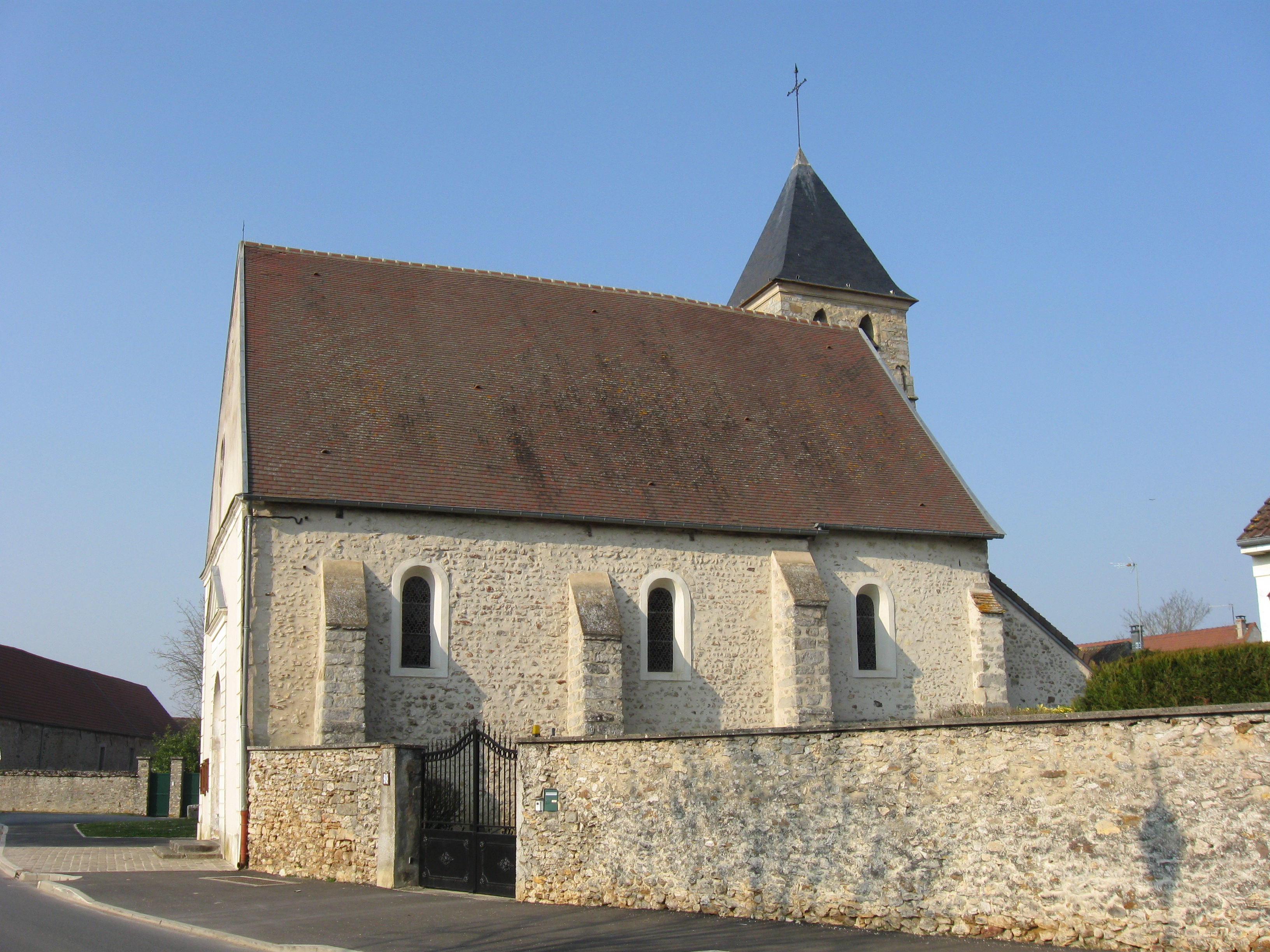
Kirche St-Germain